# 1615 w literaturze
Wydarzenia literackie w 1615 roku.

## Nowe książki
- zagraniczne
  - Miguel de Cervantes - Druga część przygód Don Kichota

## Nowe poezje
- polskie
  - Jan z Kijan – Fraszki nowe Sowiźrzałowe